# Maurice Delory
Maurice Delory, né le 1er décembre 1895 à Maizières et mort le 31 mai 1982 à Arras, est un homme politique français, député de 1962 à 1967, maire de Tincques de 1957 à 1971 et conseiller général du Pas-de-Calais de 1951 à 1970.

## Biographie
Né à Maizières en 1895, Maurice Delory est mobilisé pendant la Première Guerre mondiale et est promu sous-officier durant le conflit. En 1934, il est élu conseiller d'arrondissement sous l'étiquette de l'Union républicaine démocratique et le demeure jusqu'en 1940, date où les conseils d'arrondissement ont été suspendus.
S'engageant en politique au sein du RPF à la fin des années 1940, Delory est élu conseiller général du Pas-de-Calais en janvier 1951 dans le canton d'Aubigny-en-Artois à la suite d'élection partielle puis maire de Tincques en février 1957. 
En 1962, Delory entame une carrière politique nationale en étant élu député du Pas-de-Calais avec le soutien de l'UNR-UDT. Cinq ans plus tard, Delory est battu au deuxième tour des élections législatives par le candidat du PCF André Mancey.
Il est conseiller général jusqu'en 1970 et premier édile jusqu'en 1971, année où il ne sollicite pas un nouveau mandat. Il meurt le 31 mai 1982 au centre hospitalier d'Arras.

## Détail des fonctions et des mandats
Mandat parlementaire
- 25 novembre 1962 - 2 avril 1967 : député de la troisième circonscription du Pas-de-Calais

Mandats locaux
- 1934 - 1940 : conseiller d'arrondissement du canton d'Aubigny-en-Artois
- 1951 - 1970 : conseiller général du canton d'Aubigny-en-Artois
- 15 février 1957 - mars 1971 : maire de Tincques

## Distinctions
- Ordre national de la Légion d'honneur
  -  Chevalier à titre militaire (1924)
  -  Officier à titre militaire (1937)
  -  Commandeur
- Croix de guerre 1914-1918
- Commandeur du Mérite agricole (1968)
- Chevalier du Mérite civil